# Дански језик
Дански језик (дан. dansk sprog) је германски језик у подгрупи скандинавских језика.
Букмол (дан. bokmål) варијанта норвешког језика се може сматрати данским дијалектом. То је последица чињенице да су Данска и Норвешка 400 година живеле у унији. Говорници шведског, такође, углавном разумеју дански.
Дански се издвојио као посебан скандинавски језик преводом Библије на дански 1550. године. Услед викиншких или данских инвазија, старонордијски је извршио велики утицај на енглески језик, нарочито у локалним дијалектима Јоркшира.
Стандардни дански се данас заснива на говору Копенхагена и околине (Rigsdansk).

## Карактеристике
Дански језик има веома компликована правила изговора, са много редукција, глотални застој (дан. stød), и чак 27 самогласничких фонема, које се деле на кратке и дуге. Сугласника има 19, дифтонга 25.
Постоје два граматичка рода, заједнички и неутрални. Глаголи се не мењају по лицима у презенту, али има много неправилних. Речи се често спајају у дуге сложене изразе, слично као у немачком.
Речник данског је претрпео највише утицаја од старијих и савремених немачких дијалеката (нарочито нискoнемачки), француског и енглеског језика. При бројању, комбинује се немачки (јединице долазе пре десетица) и француски систем: шездесет је три пута 20, осамдесет четири пута 20. Чак је 50 два и по пута двадесет.
За писање, користи се стандардни латинични алфабет, уз додатак слова æ, ø, и å (замена за аа).

## Данска абецеда
|  |  |  |  |  |  |
|  |  |  |  |  |  |
|  |  |  |  |  |  |
|  |  |  |  |  |  |
|  |  |  |  |  |  |

## Пример текста
Члан 1 Универзалне декларације о људским правима
```
Alle mennesker er født frie og lige i værdighed og 
rettigheder. De er udstyret med fornuft og samvittighed, 
og de bør handle mod hverandre i en broderskabets ånd.

```

### Основни изрази
- Lego - Лепо се играј!
 (позната дечја игра са коцкама)
- - да
- - не
- - хвала
- - говорите ли српски?
- (хеј) - здраво